# لویسبورگ (کنتاکی)
لویسبورگ (به انگلیسی: Lewisburg) شهری در ایالت کنتاکی کشور ایالات متحده آمریکا است که جمعیت آن در سرشماری سال ۲۰۱۰ میلادی، ۸۱۰ نفر بوده‌است.